# عملیات دروازه سپیده‌دم
عملیات دروازه سپیده‌دم (لهستانی: Operacja Ostra Brama) تلاش ارتش میهنی لهستان جهت آزادسازی شهر ویلنیوس از اشغال آلمان نازی بود که به دلیل تهاجم ویلنیوس توسط شوروی در حال عقب‌نشینی قوای خود بودند. این عملیات بخشی از خیزش ملی لهستانی‌ها طی عملیات تندباد بود و از ۷ تا ۱۴ ژوئیه ۱۹۴۴ به طول انجامید.
این عملیات با هدف تبلیغاتی انجام گرفت تا لهستانی‌ها بتوانند با آزادسازی ویلنیوس پیش از رسیدن ارتش سرخ ادعای خود بر این شهر را حفظ کنند اما عملیات نتوانست به اهداف خود برسد.

## آماده‌سازی خیزش
در ۱۲ ژوئن ۱۹۴۴ تادئوس کوموروسکی که فرمانده کل قوای ارتش میهنی بود فرمان آماده‌سازی نقشه‌های لازم جهت آزادی ویلنیوس از اشغال آلمان را صادر کرد. واحدهای ارتش میهنی در ویلنیوس و ناواریداک طرح‌هایی را ارائه دادند که بر اساس آن شهر باید پیش از رسیدن قوای شوروی آزاد می‌گشت. سرهنگ دوم الکساندر کشژانوسکی که فرمانده ارتش میهنی در ناحیه ویلنیوس بود تصمیم گرفت که تمام واحدهای پارتیزانی شمال لهستان را برای عملیات جمع کند تا قیام از درون و بیرون شهر آغاز شود.
عملیات دروازه سپیده‌دم قرار بود طی آشفتگی نیروهای آلمانی در هنگام نزدیک شدن واحدهای ارتش سرخ به ویلنیوس انجام شود. نیروهای آلمانی مواضع مستحکمی را در شهر داشتند و در ۲۶ ژوئن طرح عملیات دروازه سپیده‌دم شماره ۱ که شامل ایده‌های کلی آزادسازی شهر بود به کشژانوسکی ارائه شد. بر اساس این طرح نیروهای لهستانی به ۵ گروه عمده تقسیم می‌شدند و تهاجم اصلی از سمت شرق و جنوب‌شرقی در ۸ ژوئیه با نزدیک شدن قوای ارتش سرخ آغاز می‌گشت.

## عملیات‌های رزمی

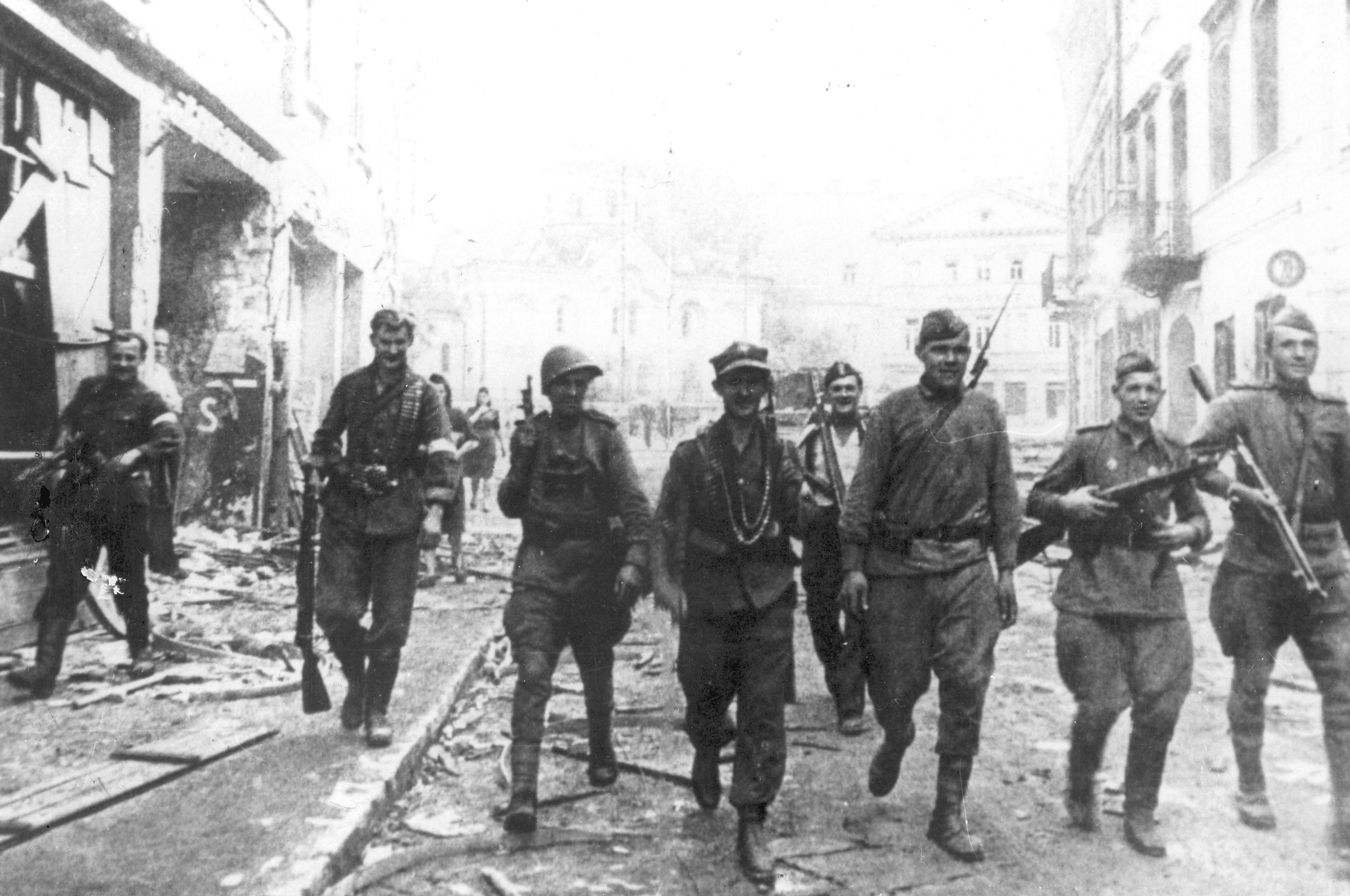
سربازان شوروی و ارتش میهنی در حال گشت‌زنی مشترک در خیابان‌های ویلنیوس در ۱۲ ژوئیه ۱۹۴۴. اگرچه که ارتش میهنی در آزادسازی شهر با ارتش سرخ همکاری نمود، پس از آزادسازی شهر کمیساریای خلق در امور داخلی شوروی در ۱۶ ژوئیه سربازان لهستانی را دستگیر شدند.

از آنجایی که ارتش سرخ با سرعت زیادی در حال نزدیک شدن بود، فرماندهان لهستانی تصمیم گرفتند تا عملیات را زودتر شروع نمایند. توان لهستانی‌ها روی کاغذ بین ۱۰ تا ۱۵ هزار پارتیزان بود که بسیاری از ایشان به خوبی مسلح شده و تجربه نظامی پیشینی داشتند. اما در عمل، بسیج به موقع نیروها برای نبرد ویلنیوس کار سختی بود. بعضی از واحدهای لهستانی از نواحی دیگر در حال حرکت به سمت شهر بودند و کیلومترها با آن فاصله داشتند و بسیاری از واحدهای دیگری لهستانی نیز در مسیر حرکت به سمت شهر با واحدهای آلمانی که در حال عقب‌نشینی بودند درگیر شده بودند. در نهایت تنها ۴ تا ۵ هزار سرباز توانستند تا نیمه‌شب ۷ ژوئیه در اطراف شهر مستقر گردند. در همین حال مواضع آلمانی‌ها در داخل شهر ویلنیوس که یک مرکز مهم حمل و نقل بود و تبدیل به «دژ شهر» گشته بود مستحکم و تقویت شده و مهم‌تر از همه آنکه نیروهای آلمانی از تهاجم لهستانی‌ها اطلاع داشتند که این امر اصل غافلگیری را از ارتش میهنی می‌گرفت.
تهاجم لهستانی‌ها در صبح ۷ ژوئیه به سرعت توسط مدافعین شهر دفع شد تا آنکه در اواسط روز اولین واحدهای زرهی از جبهه سوم بلاروس به میدان نبرد رسیدند. با رسیدن قوای شوروی تا هنگام پایان نبرد در ۱۳ ژوئیه واحدهای لهستانی و ارتش سرخ همراه با یکدیگر جنگیدند.
نیروهای اصلی شوروی که شامل ۱۰۰ هزار سرباز به همراه پشتیبانی هوایی و زرهی بودند در ۸ ژوئیه به نزدیکی شهر رسیدند. در ۱۰ ژوئیه نخستین موفقیت‌ها برای لهستانی‌ها حاصل گشت و آن‌ها توانستند با گذشتن از رود نریس وارد شهر شوند. طی روزهای بعد نبرد سنگینی در درون شهر شکل گرفت که در نتیجه آن نیروهای آلمانی حاضر در شهر بسیار تضعیف شدند. آلمانی‌ها که می‌دانستند دیگر امکانی برای دفاع از شهر ندارند به فرماندهی ژنرال راینر اشتاهل در تاریکی شب ۱۳ ژوئیه شهر را تخلیه نمودند.

## نتایج
به محض پایان نبرد، فرماندهان شوروی انحلال فوری واحدهای لهستانی را خواستار شدند. سرهنگ الکساندر کشژانوسکی که فرماندهی واحدهای لهستانی را به عهده داشت به نیروهایش فرمان داد تا به سمت جنگل‌های رودنیکا حرکت کنند و خود نیز به سرفرماندهی ژنرال آیوان چرنیاکوفسکی که فرمانده جبهه سوم بلاروس بود رفت. شوروی به کشژانوسکی وعده داده بود که بدون هیج پیش‌شرطی در تجهیز نیروهای لهستانی کمک خواهد کرد اما در ۱۶ ژوئیه که کشژانوسکی جهت امضا قراداد بار دیگر به سرفرماندهی ارتش سرخ رفت، او و تمام همراهانش دستگیر شدند.
در همین زمان نیروهای لهستانی که در حال حرکت به سمت جنگل‌های رودینکا بودند توسط هواپیماهای شوروی مورد حمله قرار گرفتند. به نیروهای لهستانی که توانستند خود را به جنگل‌ها برسانند دستور داده شد تا به سمت گرودنو و بیاویستوک حرکت کنند یا آنکه خود را در همان محل پنهان نمایند. سربازان شوروی هم با اشتیاق به شکار سربازان لهستانی می‌پرداختند و بیش از ۵۷۰۰ سرباز لهستانی را دستگیر نمودند که سربازان معمولی به وارنیای و افسران به ریازان منتقل شدند.
تعدادی از این سربازان به سپاه اول لهستان که زیر نظر شوروی اداره می‌شد پیوستند و باقی نیز به صورت اجباری در ارتش سرخ ادغام شدند. کسانی که در برابر این ادغام مقاومت نمودند و نمی‌خواستند به شوروی سوگند وفادارای بخورند نیز به گولاگ‌ها فرستاده شدند تا آنکه در ۱۹۴۷ با عفو عمومی آزاد شدند.
هیچ‌یک از اتفاقاتی که در ویلنیوس افتاد به اطلاع افکار عمومی مردم در غرب نرسید و به موجب حکمی که وزارت اطلاعات بریتانیا داده بود رسانه‌های بریتانیایی اخبار مربوط به اعمال شوروی را سانسور می‌نمودند. بریتانیا و ایالات متحده که در آن زمان متحد شوروی بودند علاقه‌ای نداشتند تا اخباری را منتشر نمایند که به دیدگاه کلی مردم مبتنی بر اینکه شوروی رهایی‌بخش اروپا از شیطان فاشیسم است آسیب بزند. لهستان در کنفرانس تهران سرزمین‌های شرقی خود را به شوروی واگذار کرده بود اما هیچ‌یک از سربازان لهستانی که در ویلنیوس می‌جنگیدند از این مسئله مطلع نبودند.